# John Milius
Pour les articles homonymes, voir John et Milius.
John Milius [ˈdʒɑn ˈmɪliəs], né le 11 avril 1944 à Saint-Louis, dans le Missouri, aux États-Unis, est un réalisateur, producteur et scénariste américain.

## Biographie
Au milieu des années 1960, il tente de s'engager dans l'armée mais est réformé pour des problèmes de santé. Il commence sa carrière dans le cinéma lors d'un concours de films d'étudiants en 1967, au cours duquel il gagne le premier prix pour Marcello, I'm Bored. Par la suite, il travaille sur des films à petits budgets et finalement sur des productions plus importantes. Tout d'abord uniquement scénariste, il décide de devenir également réalisateur car il n'est pas satisfait des modifications apportées à ses scénarios pour Juge et Hors-la-loi et Jeremiah Johnson (1972). Fasciné par la guerre du Viêt Nam, il coécrit avec Francis Ford Coppola le scénario d'Apocalypse Now (1979), pour lequel il est nommé à l'Oscar du meilleur scénario adapté. Son film le plus connu comme réalisateur, Conan le Barbare (1982), est considéré comme une illustration nietzschéenne des idées personnelles de son auteur. Il travaille également en tant que script doctor sur plusieurs films, tels que Les Dents de la mer et À la poursuite d'Octobre rouge, sans être crédité au générique pour ce travail.
En 2005, il crée avec William J. MacDonald, pour les chaines anglaise BBC et américaine HBO, la série télévisée péplum Rome. En 2009, il participe à l'écriture du scénario du jeu vidéo Homefront de Kaos Studios. En 2010, il participe en tant que scénariste et producteur au développement d'un projet de série télévisée, Pharaoh, ayant pour cadre l'Égypte antique.
Personnage complexe, surfeur, fasciné par les armes à feu, à la fois « défenseur des valeurs traditionnelles et romantique révolutionnaire », admirateur de figures conquérantes (Gengis Khan), impérialistes (Theodore Roosevelt) et révolutionnaires (Mao Zedong), il se définit comme un anarchiste zen et est devenu une figure légendaire du cinéma américain. Sa personnalité a servi de source d'inspiration aux frères Coen pour le personnage de Walter Sobchak dans The Big Lebowski (1998). Les réalisateurs qu'il cite comme ses principales références sont John Ford et Akira Kurosawa tandis que son livre préféré est Moby-Dick.

## Filmographie

### Réalisateur
Courts métrages
- 1970 : The Reversal of Richard Sun (film d'études)
- 1970 : Marcello, I'm Bored

Longs métrages
- 1973 : Dillinger
- 1975 : Le Lion et le Vent (The Wind and the Lion)
- 1978 : Graffiti Party (Big Wednesday)
- 1982 : Conan le Barbare (Conan the Barbarian)
- 1984 : L'Aube rouge (Red Dawn)
- 1989 : L'Adieu au roi (Farewell to the King)
- 1991 : Le Vol de l'Intruder (Flight of the Intruder)
- 1994 : Motorcycle Gang (TV)
- 1997 : Rough Riders (TV)

### Producteur
- 1979 : Hardcore, de Paul Schrader
- 1979 : 1941, de Steven Spielberg
- 1980 : La Grosse Magouille (Used Cars), de Robert Zemeckis
- 1983 : Retour vers l'enfer (Uncommon Valor), de Ted Kotcheff
- 2005 : Rome, de John Milius, |William J. MacDonald et Bruno Heller (série télévisée)

### Scénariste
- 1966 : The Reversal of Richard Sun, de John Milius
- 1967 : Glut, de Basil Poledouris (documentaire)
- 1967 : The Emperor (en), de George Lucas (documentaire)
- 1969 : The Devil's 8 (en), de Burt Topper
- 1971 : Evel Knievel (en), de Marvin J. Chomsky
- 1971 : L'Inspecteur Harry (Dirty Harry), de Don Siegel
- 1972 : Jeremiah Johnson, de Sydney Pollack
- 1972 : Juge et Hors-la-loi (The Life and Times of Judge Roy Bean), de John Huston
- 1973 : Dillinger, de John Milius
- 1973 : Magnum Force, de Ted Post
- 1974 : Melvin Purvis G-MAN, de Dan Curtis (TV)
- 1975 : Le Lion et le Vent (The Wind and the Lion), de John Milius
- 1975 : Les Dents de la mer de Steven Spielberg, participation non créditée de la scène où Quint évoque son calvaire sur l'Indianapolis.
- 1978 : Big Wednesday, de John Milius
- 1979 : Apocalypse Now, de Francis Ford Coppola
- 1979 : 1941, de Steven Spielberg
- 1982 : Conan le Barbare (Conan the Barbarian), de John Milius
- 1984 : L'Aube rouge (Red Dawn), de John Milius
- 1987 : Deux Flics à Miami (Miami Vice) (série télévisée) - saison 3, épisode 22
- 1987 : Extrême Préjudice (Extreme Prejudice), de Walter Hill
- 1989 : L'Adieu au roi (Farewell to the King), de John Milius
- 1993 : Geronimo (Geronimo: An American Legend), de Walter Hill
- 1994 : Danger immédiat (Clear and Present Danger), de Phillip Noyce
- 1997 : Rough Riders, de John Milius (TV)
- 2005 : Rome, de John Milius, |William J. MacDonald et Bruno Heller (série télévisée)
- 2011 : Homefront, de THQ (Jeu vidéo)